# Varinette
La varinette est un instrument de musique, une sorte de mirliton, inventé par l'abbé français Jean-Édouard Varin en 1921.

## Histoire de la varinette
Si l'on en croit l'Almanach Hachette 1924, la Varinette connut, semble-t-il, un succès rapide et une vogue importante. Au bout de moins de deux années, elle était déjà diffusée en France et dans quatre-vingt-quinze autres pays.
Il importe cependant de prendre cette information avec réserve, car elle émane d'une publicité publiée par les soins du fabricant et inventeur.
Aujourd'hui, cet instrument de musique apparaît largement oublié du grand public. Cet instrument dont le son est, à l'époque en tout cas, apparenté au violoncelle aurait été créé par l'abbé Varin avant 1918 pour les enfants des colonies de vacances. Il était apparemment le concurrent de l'harmonica[réf. nécessaire].

## Documentation

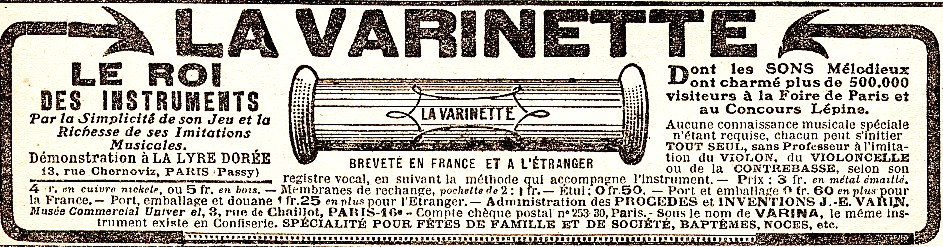
Publicité 1921
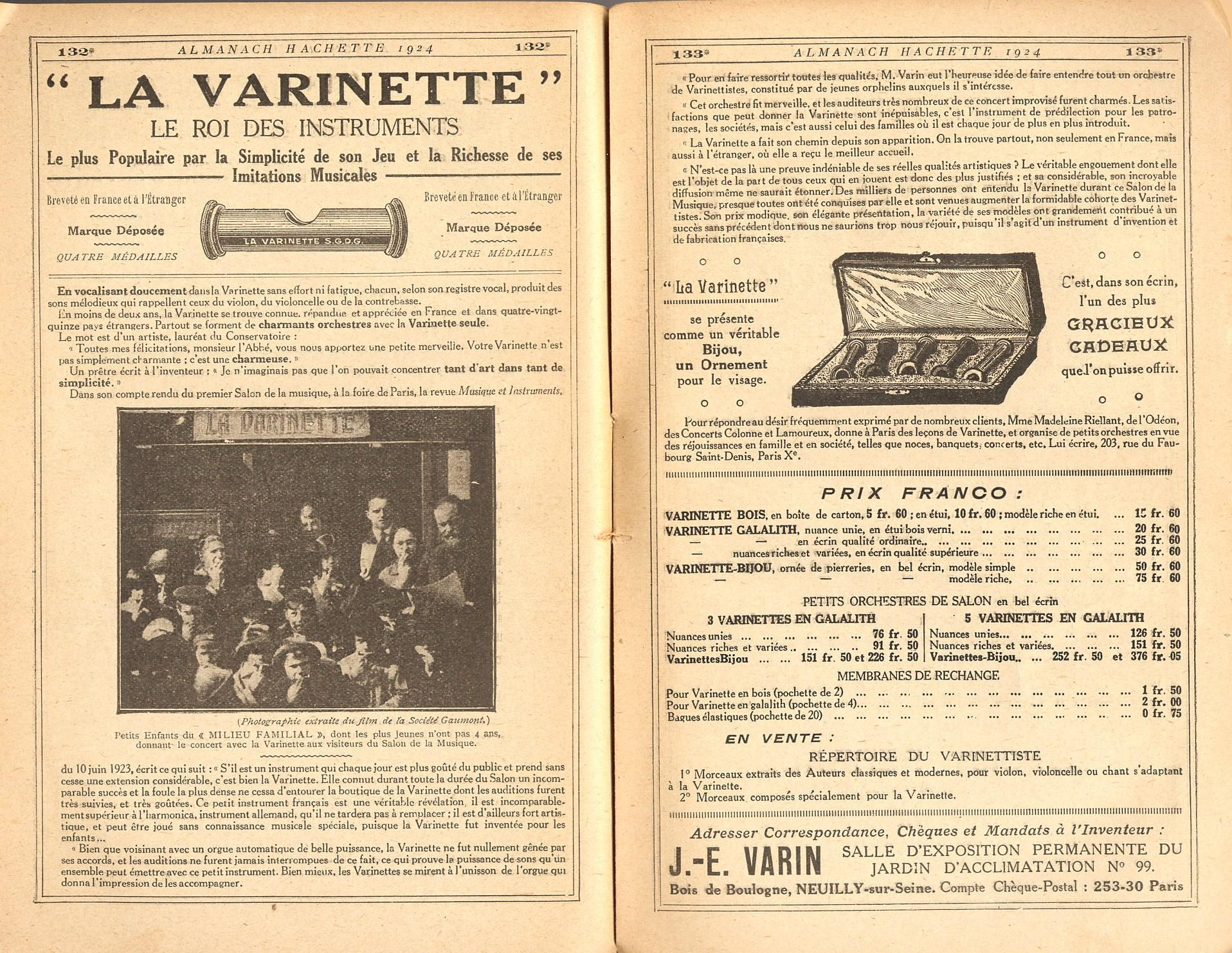
Almanach Hachette 1924
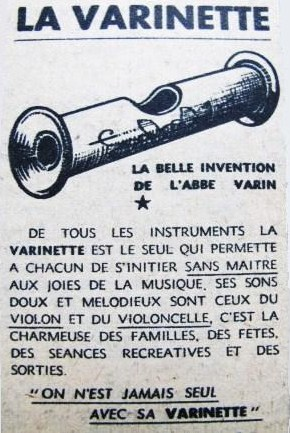
Publicité années 1920
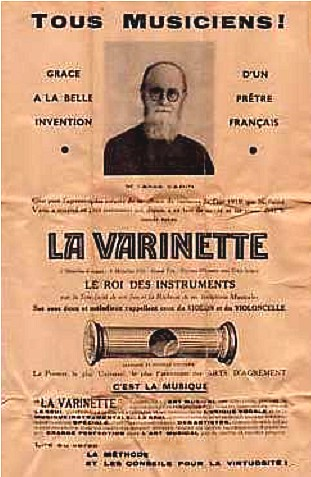
La varinette, « le Roi des Instruments »
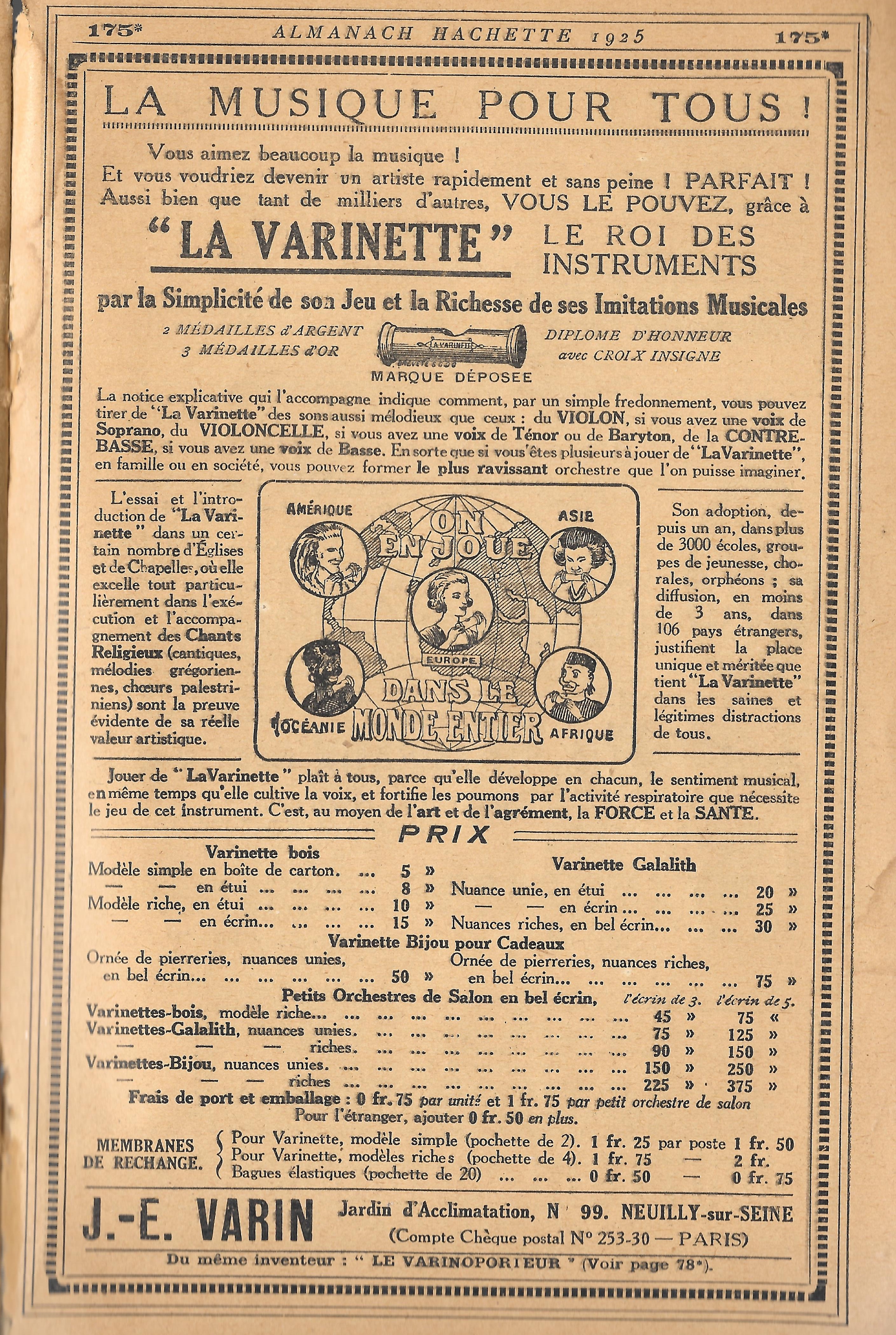
Réclame - Almanach Hachette 1925.

## Source
- Page Internet dédiée au kazoo, à la varinette et au bigophone